# Martin Bakes
Martin Bakes (sinh ngày 8 tháng 2 năm 1937) là một cựu cầu thủ bóng đá người Anh thi đấu ở vị trí tiền vệ chạy cánh trái. Bakes có tổng cộng 149 lần ra sân ở Football League từ 1953 đến 1963, ghi được 12 bàn.

## Sự nghiệp
Sinh ra ở Bradford, Bakes bắt đầu sự nghiệp tại đội trẻ Bradford City, trước khi ra mắt chuyên nghiệp ở mùa giải 1953–1954. Sau đó Bakes thi đấu cho Scunthorpe United, trước khi giải nghệ năm 1963.